# Selah (Washington)
Selah est une ville américaine située dans le comté de Yakima, au sein de l'État de Washington.
Selon le recensement de 2010, elle compte 7 147 habitants. En 2015, sa population est estimée par le Bureau de recensement des États-Unis à 7 682 habitants.